# Redouan Taha
Redouan Taha El Idrissi (23 februari 1999) is een Nederlands voetballer van Marokkaanse afkomst die als verdediger voor Telstar speelt.

## Carrière
Redouan Taha speelde in de jeugd van AFC Ajax, FC Utrecht, AFC DWS en FC Twente. In 2019 vertrok hij bij Twente, waarna hij een jaar clubloos was. In 2020 tekende hij een contract tot medio 2022 bij Telstar, nadat hij hier al een periode meetrainde. Hij debuteerde voor Telstar op 30 augustus 2020, in de met 2-2 gelijkgespeelde thuiswedstrijd tegen FC Volendam. Hij kwam in de 84e minuut in het veld voor Ilias Bronkhorst.

### Statistieken
| Seizoen                        | Club           | Land           | Competitie     | Competitie | Competitie | Beker | Beker | Totaal | Totaal |
| Seizoen                        | Club           | Land           | Competitie     | Wed.       | Dlp.       | Wed.  | Dlp.  | Wed.   | Dlp.   |
| ------------------------------ | -------------- | -------------- | -------------- | ---------- | ---------- | ----- | ----- | ------ | ------ |
| 2020/21                        | Telstar        | Nederland      | Eerste divisie | 1          | 0          | 0     | 0     | 1      | 0      |
| Carrièretotaal                 | Carrièretotaal | Carrièretotaal | Carrièretotaal | 1          | 0          | 0     | 0     | 1      | 0      |
| Bijgewerkt op 7 september 2020 |                |                |                |            |            |       |       |        |        |